# Ignacy Wawrzyniak
Ignacy Wawrzyniak (ur. 24 stycznia 1892 w Pięczkowie, zm. 1 lutego 1964 w Lesznie) – funkcjonariusz Żandarmerii Krajowej byłej Dzielnicy Pruskiej, starszy przodownik Policji Państwowej, w II Rzeczypospolitej, komendant obwodowy Policji Polskiej Generalnego Gubernatorstwa w Żmigrodzie Nowym.

## Wczesne lata
W 1906 roku ukończył szkołę ludową w rodzinnej wsi. W następnym roku rozpoczął pracę na pruskich kolejach, jako ślusarz przy instalacjach sygnałowych i zwrotniczych. W 1909 r. wyjechał do Westfali i w kopalni w Bochum zatrudnił się jako rębacz. W 1912 r. został powołany do odbycia służby wojskowej w armii pruskiej. Służył w orkiestrze I batalionu 137 pułku piechoty stacjonującego w Hagenau w Alzacji. W okresie I wojny światowej służył w żandarmerii polowej.

## Okres II Rzeczypospolitej
Po zawarciu rozejmu w Trewirze 15 marca 1919 został powołany do Żandarmerii Krajowej byłej Dzielnicy Pruskiej i objął komisariat w Luboszu. Z dniem 1 lipca 1920 został wcielony do Policji Państwowej i mianowany komendantem posterunku we Wronkach. 
W okresie od stycznia do maja 1923 wchodził w skład kontyngentu policyjnego nadzorującego pas neutralny między Polską a Litwą. Obsadzanie pasa neutralnego, rozdzielającego oddziały polskie i litewskie, przez siły policyjne rozpoczęło się 15 lutego 1923 r. Ignacy Wawrzyniak służył w 2 plutonie 2 kompanii kontyngentu Policji Państwowej sformowanego z policjantów z terenu Wielkopolski. Pododdział stacjonował w wiosce Żylinki w gminie orańskiej, jednym z dwóch głównych rejonów strategicznych w konflikcie polsko-litewskim. Na obszarze tym dochodziło stale do starć między siłami polskimi i litewskimi. W dniu 18 lutego około południa wieś Żylinki, ochraniana przez funkcjonariuszy polskiej Policji Państwowej, została zaatakowana przez Litwinów. W odległości ok. 300 m od północno-zachodniej części wioski wznosiło się wzgórze mające strategiczne znaczenie dla obrony miejscowości. Atakujący Litwini znajdowali się ok. pół kilometra dalej. Ignacy Wawrzyniak, po kwadransie wymiany ognia, bez rozkazu poderwał do ataku policjantów ze swojego plutonu i mimo zmasowanego ostrzału opanowali wzgórze. Dzięki tej akcji siły polskie uzyskały możliwość skuteczniejszego ostrzału nieprzyjaciela oraz kierowania ogniem ciężkiego karabinu maszynowego, będącego na uzbrojeniu kompanii. W rezultacie, po kolejnych trzech kwadransach, nieprzyjaciel wycofał się na stronę litewską. Za czyn ten, na wniosek podkomisarza Mariana Kozielewskiego, będącego dowódcą kompanii, poparty przez mjra Jana Niemierskiego, dowódcę Odcinka i płka Stefana Pasławskiego, dowódcę Grupy, otrzymał Krzyż Walecznych o numerze 59 690, jeden z ostatnich oficjalnie nadanych.
Od 1 lutego 1927 był komendantem posterunku w Gostyniu. Natomiast z dniem 20 marca 1931 został przeniesiony do komendy powiatowej w Lesznie w charakterze instruktora powiatowego na obszar powiatów leszczyńskiego, rawickiego i gostyńskiego. W dniu 15 maja 1935 został mianowany komendantem posterunku w Lesznie i nieformalnie pełnił też funkcję zastępcy komendanta powiatowego.

## Okres II wojny światowej
Dnia 1 września 1939, wraz z siłami wojskowymi, uczestniczył w starciach z dywersantami na terenie Leszna. Następnego dnia wszyscy funkcjonariusze Policji Państwowej, na rozkaz dowództwa Armii „Poznań” zostali ewakuowani w kierunku na Warszawę. Do stolicy dotarł 8 września i został włączony w skład 26 lwowskiego pp., operującego w rejonie Praga-Grochów, w charakterze żandarma polowego. Z jednostką tą walczył do kapitulacji 29 września 1939 i następnie wrócił do Leszna. Dnia 14 listopada niemiecki Urząd Pracy skierował go na roboty przymusowe do Niemiec. Został z nich odwołany w początkach stycznia 1940 przez niemiecką żandarmerię i wysłany na teren Generalnego Gubernatorstwa do komendy powiatowej tworzonej przez Niemców Policji Polskiej („granatowej”) w Jaśle. Mianowano go komendantem posterunku w Żmigrodzie Nowym. W lutym 1941 mianowano go komendantem obwodowym na obszar gmin Żmigród, Osiek, Dębowiec i Tarnowiec. Służbę pełnił do września 1944, gdy Niemcy ewakuowali ludność z okolic Przełęczy Dukielskiej. W okresie okupacji wykorzystywał zajmowane stanowisko do niesienia pomocy miejscowej ludności, w tym żydowskiej. Po ewakuacji przeniósł się do Gorlic. Po wkroczeniu wojsk sowieckich 20 stycznia 1945 został aresztowany, na skutek denuncjacji, przez NKWD i wywieziony do Stalino (obecnie Donieck) w Donbasie, gdzie pracował w kopalniach.

## Okres powojenny
Do Leszna powrócił we wrześniu 1945 i zatrudnił się w Zarządzie Gminnym w Święciechowie. Z końcem 1946 został zrehabilitowany, jako były funkcjonariusz Policji Państwowej i Policji Polskiej. Mimo tego nie zaliczono mu do stażu pracy przedwojennej służby. Z końcem sierpnia 1950 został zwolniony bez szans na zatrudnienie w administracji publicznej. Od 1 października tego roku zatrudnił się, jako pracownik fizyczny w stolarni w Spółdzielni Inwalidów im. M. Kopernika w Lesznie, gdzie pracował do przejścia na emeryturę w 1958. Zmarł 1 lutego 1964 w Lesznie i tam został pochowany na Cmentarzu Parafialnym.

## Ordery i odznaczenia
- Krzyż Walecznych 12 maja 1923
- Brązowy Krzyż Zasługi 29 listopada 1929
- Medal Pamiątkowy za Wojnę 1918–1921 1929
- Medal Dziesięciolecia Odzyskanej Niepodległości 1929